# Brachygalea varians
Brachygalea varians är en fjärilsart som beskrevs av Köhler 1952. Brachygalea varians ingår i släktet Brachygalea och familjen nattflyn. Inga underarter finns listade i Catalogue of Life.